# Шароуски
Шароуски (лат. Sphaeroceridae) — семейство круглошовных мух. Отличительной особенностью семейства является укороченные и утолщенные первые членики задних лапок.

## Внешнее строение
К этому семейству относятся мелкие и очень мелкие мухи (0,5—4 мм) с темноокрашенным телом. На голове имеются две орбитальные щетинки. Из теменных щетинок наружная пара наклонена наружу, внутренняя — внутрь. Оцеллярные щетинки направлены вперёд и расходятся. Глаза у обоих полов разделены лбом. Переднегрудь редуцирована. На щитке две пары щетинок. Крылья у большинства хорошо развиты, реже сильно укорочены или полностью отсутствуют. Крылья покрыты микротрихиями. Костальная жилка имеет два разрыва. Первый разрыв у плечевой поперечной жилки, второй разрыв — у окончания первой радиальной жилки. Субкостальная жилка редуцирована. Брюшко короткое и широкое, иногда незначительно уплощено.

## Биология
Личинки занимают нишу сапрофагов. Развиваются в разлагающихся веществах разного происхождения: экскременты и трупы животных, гниющие грибы, водоросли и растительные остатки. Некоторые виды развиваются в навозных шарах жуков-скарабеев. Имеют в связи с этим важное значение, утилизируя органическое вещество в экосистемах. Некрофаги используются в криминалистике. Отдельные представители населяют гнезда шмелей, ос и муравьёв. Мухи летают плохо, их можно обнаружить в травостое и подстилке, в норах млекопитающих и пещерах.

## Классификация
Семейство разделяется на 5 подсемейств, включает 1571 вид из 137 родов.
- Подсемейство Tucminae Marshall, 1996[5] включает один род.
  - Tucma Mourgués-Schurter, 1987.
- Подсемейство Copromyzinae Stenhammar, 1855[6] включает 19 родов.
  - Achaetothorax Hedicke, 1923
  - Alloborborus Duda, 1923
  - Antrops Enderlein, 1909
  - Archiborborus Duda, 1921
  - Borborillus Duda, 1923
  - Copromyza Fallén, 1810
  - Crumomyia Macquart, 1835
  - Dudaia Hedicke, 1923
  - Frutillaria Richards, 1961
  - Gymnometopina Hedicke, 1923
  - Lotophila Lioy, 1864
  - Immoderatus Papp, 2004
  - Metaborborus Vanschuytbroeck, 1948
  - Norrbomia Papp, 1988
  - Palaeoceroptera Duda, 1929
  - Palaeolimosina Duda, 1920
  - Penola Richards, 1941
  - Pycnopota Bezzi, 1927
  - Richardsia Papp, 1973
- Подсемейство Sphaerocerinae Macquart, 1835[7] включает 9 родов.
  - Afromyia Kim, 1968
  - Ischiolepta Lioy, 1864
  - Lotobia Lioy, 1864
  - Mesosphaerocera Kim, 1972
  - Neosphaerocera Kim, 1972
  - Parasphaerocera Spuler, 1924
  - Safaria Richards, 1950
  - Sphaerocera Latreille, 1804
  - Trichosphaerocera Papp, 1978
- Подсемейство Homalomitrinae Roháček et Marshall, 1998[8] включает 2 рода.
  - Homalomitra Borgmeier, 1931
  - Sphaeromitra Roháček & Marshall, 1998
- Подсемейство Limosininae Frey, 1921[9] включает 106 родов.
  - Acuminiseta Duda, 1925
  - Afropterogramma Papp, 2008
  - Aluligera Richards, 1951
  - Anatalanta Eaton, 1875
  - Anomioptera Schiner, 1868
  - Anommonia Schmitz, 1917
  - Apterobiroina Papp, 1979
  - Apteromyia Vimmer, 1929
  - Aptilotella Duda, 1924
  - Aptilotus Mik, 1898
  - Archiceroptera Papp, 1977
  - Archicollinella Duda, 1925
  - Archileptocera Duda, 1920
  - Aspinilimosina Papp, 2004
  - Australimosina Papp, 2008
  - Bentrovata Richards, 1973
  - Biconnecta Papp, 2008
  - Biroina Richards, 1973
  - Bitheca Marshall, 1987
  - Bromeloecia Spuler, 1924
  - Cephalimosina Papp, 2008
  - Ceroptera Macquart, 1835
  - Ceropterella Richards, 1953
  - Chaetopodella Duda, 1920
  - Chaetosifemur Papp, 2008
  - Chespiritos Marshall, 2000
  - Coproica Rondani, 1861
  - Druciatus Marshall, 1995
  - Elachisoma Rondani, 1880
  - Eulimosina Roháček, 1983
  - Eximilimosina Papp, 2008
  - Gigalimosina Roháček, 1983
  - Giraffimyiella Papp, 2008
  - Gobersa de Coninck, 1983
  - Gonioneura Rondani, 1880
  - Gonitella Papp, 2008
  - Gyretria Enderlein, 1938
  - Hellerella Duda, 1920
  - Herniosina Roháček, 1983
  - Howickia Richards, 1951
  - Indiosina Papp, 1981
  - Kabaria Richards, 1966
  - Lepidosina Marshall & Buck, 2007
  - Leptocera Olivier, 1813
  - Limomyza Marshall, 1997
  - Limosina Macquart, 1835
  - Limosinella Richards, 1968
  - Lobeliomyia Richards, 1951
  - Mesaptilotus Richards, 1951
  - Minilimosina Roháček, 1983
  - Mixolimosina Papp, 2008
  - Monorbiseta Papp, 2008
  - Monteithiana Richards, 1973
  - Myrmolimosina Marshall, 2000
  - Nearcticorpus Roháček & Marshall, 1982
  - Ocellipsis Richards, 1938
  - Ocellusia Séguy, 1955
  - Opacifrons Duda, 1918
  - Opalimosina Roháček, 1983
  - Oribatomyia Richards, 1960
  - Pachytarsella Richards, 1963
  - Palaeocoprina Duda, 1920
  - Papualimosina Hayashi, 2006
  - Papuellicesa Koçak & Kemal, 2010
  - Paracuminiseta Papp, 2008
  - Paralimosina Papp, 1973
  - Paramera Papp, 2008
  - Paraminilimosina Papp, 2008
  - Parapoecilosomella Papp, 2008
  - Parapterogramma Papp, 2008
  - Paraptilotus Richards, 1938
  - Parasclerocoelus Marshall & Dong, 2008
  - Paraspelobia Duda, 1938
  - Pellucialula Papp, 2004
  - Philocoprella Richards, 1929
  - Phthitia Enderlein, 1938
  - Piliterga Papp, 2008
  - Pismira Richards, 1960
  - Pleuroseta Richards, 1973
  - Poecilosomella Duda, 1925
  - Popondetta Richards, 1973
  - Pseudacuminiseta Papp, 2008
  - Pseudaspinilimosina Papp, 2008
  - Pseudocollinella Duda, 1924
  - Pseudopterogramma Papp, 2008
  - Pteremis Rondani, 1856
  - Pterogramma Spuler, 1923
  - Pterogrammoides Papp, 1972
  - Pullimosina Roháček, 1983
  - Puncticorpus Duda, 1918
  - Rachispoda Lioy, 1864
  - Reunionia Papp, 1979
  - Robustagramma Marshall & Cui, 2005
  - Rohacekia Papp, 2008
  - Rudolfina Roháček, 1987
  - Sclerocoelus Marshall, 1995
  - Scutelliseta Richards, 1960
  - Setositibiella Papp, 2008
  - Siphlopteryx Enderlein, 1908
  - Spelobia Spuler, 1924
  - Spinilimosina Roháček, 1983
  - Telomerina Roháček, 1983
  - Terrilimosina Roháček, 1983
  - Thailimosina Papp, 2008
  - Thoracochaeta Duda, 1918
  - Trachyopella Duda, 1918
  - Trilobitella Papp, 2008
  - Trisetomyia Richards, 1965
  - Xenolimosina Roháček, 1983

## Палеонтология
Ископаемые формы известны с границы эоцена и олигоцена в Балтийском янтаре и в аргилитах в Великобритании.